# Clip studio paint
Clip Studio Paint is een op lagen gebaseerd tekenprogramma, ontwikkeld door het Japanse bedrijf Celsys. Het programma werd in 2001 in Japan uitgebacht als Comic Studio en vier jaar later wereldwijd als Manga Studio.
Aanvankelijk was het programma voor gebruik op desktopcomputers, maar het kwam later ook beschikbaar op tablets en smartphones.
De meest uitgebreide versie ondersteunt:
- het importeren van 3D-modellen ter referentie
- Oneindig schaalbare vector illustratie
- frame by frame animatie.

Het tekenprogramma wordt gebruikt voor het maken van (manga)stripboeken, en heeft ondersteuning voor panelen, tekstwolkjes en ondertiteling. Daarnaast wordt het ook ingezet voor het maken van gedetailleerde tekeningen en het maken van digitale schilderijen.